# Дейнекин, Пётр Степанович
Пётр Степа́нович Дейне́кин (14 декабря 1937, рабочий посёлок Морозовский, Ростовская область — 19 августа 2017, Москва) — советский и российский военачальник. Главнокомандующий ВВС СССР (1991—1992), Главнокомандующий ВВС ОВС СНГ (1992), Главнокомандующий ВВС России (1992—1998). Генерал армии, Герой Российской Федерации (1997), доктор военных наук, профессор.

## Биография
В 1955 году окончил Харьковскую спецшколу Военно-Воздушных Сил.
С 1955 года — в Военно-воздушных силах СССР. В 1957 году окончил Балашовское военное авиационное училище лётчиков и начал офицерскую службу в качестве помощника командира корабля Дальней авиации.
С 1962 года — командир экипажа дальнего бомбардировщика Ту-16.
В 1962—1964 году — пилот спецгруппы лётчиков Дальней авиации в «Аэрофлоте».
С 1964 года — командир корабля 22-й гвардейской тяжёлой бомбардировочной авиационной Донбасской Краснознамённой дивизии (Бобруйск).
В 1965—1969 — слушатель командного факультета Военно-Воздушной академии имени Ю. А. Гагарина.
С 1969 года — заместитель командира эскадрильи 260-го тяжёлого бомбардировочного авиационного полка 15-й гвардейской тяжёлой бомбардировочной авиационной дивизии Дальней авиации (Стрый, Прикарпатский военный округ).
С 1970 года — командир эскадрильи 251-го Гвардейского тяжёлого бомбардировочного авиационного полка 15-й Гвардейской тяжёлой бомбардировочной авиационной дивизии Дальней авиации (Белая Церковь, Киевский военный округ).
С 1971 года — заместитель командира 184-го Гвардейского Полтавско-Берлинского Краснознамённого тяжёлого бомбардировочного авиационного полка 13-й Гвардейской Краснознамённой Днепропетровско-Будапештской ордена Суворова тяжёлой бомбардировочной авиационной дивизии Дальней авиации (Прилуки, Киевский военный округ).
С января 1973 года — командир 226-го Гвардейского Краснознамённого Сталинградско-Катовицкого авиационного полка специального назначения 2-го Гвардейского отдельного тяжёлого бомбардировочного авиационного корпуса Дальней авиации (Полтава, Киевский военный округ).
С мая 1973 года — командир 185-го Гвардейского Краснознамённого Кировоградско-Будапештсткого тяжёлого бомбардировочного полка 13-й Гвардейской Краснознаменной Днепропетровско-Будапештской ордена Суворова тяжёлой бомбардировочной авиационной дивизии ДА (Полтава, Киевский военный округ).
С 1975 года — заместитель командира 13-й Гвардейской Краснознаменной Днепропетровско-Будапештской ордена Суворова тяжёлой бомбардировочной авиационной дивизии ДА (Полтава, Киевский военный округ).
С 1977 года — командир 55-й тяжёлой бомбардировочной авиационной дивизии ДА (Воздвиженка, Дальневосточный военный округ).
В 1980—1982 — слушатель Военной академии Генерального штаба Вооружённых Сил СССР.
В 1982—1985 — заместитель командующего 37-й воздушной армией Верховного Главного командования.
В 1985—1988 — командующий 37-й воздушной армией Верховного Главного командования.
В 1988—1990 — командующий Дальней авиацией.
В 1990—1991 — первый заместитель Главнокомандующего ВВС.
С 31 августа 1991 года — Главнокомандующий ВВС — Заместитель Министра обороны СССР.
С февраля 1992 года — Главнокомандующий ВВС Объединённых Вооружённых Сил СНГ.
С 26 сентября 1992 по январь 1998 года — Главнокомандующий ВВС Российской Федерации.
С января 1998 года — уволен в запаc по достижении предельного возраста пребывания на военной службе.
С декабря 2002 года — в отставке.
Военный лётчик первого класса. В качестве командира корабля и пилота-инструктора безаварийно налетал более 5 000 часов на поршневых, турбовинтовых и турбореактивных самолётах: Як-12, Як-18, Як-18Т, Як-52, Ли-2, Ил-14, Ил-103, Ту-16, Ту-22М2, Ту-95, Ту-104, Ту-116, Ту-134, Ту-160, МиГ-АТ, МиГ-29, МиГ-31, Су-25, Су-27, Су-29, Jaguar IB, B-25 Mitchell, По-2 и B-1B Lancer (совершил ознакомительный полет во время визита в США в 1992 году).

### После военной службы
С сентября 1998 по февраль 2003 года — начальник Управления Президента Российской Федерации по вопросам казачества.
Был вице-президентом ЗАО «Авикос», председателем Совета директоров ОАО «Афес». В 2011 году избран Председателем Общественного совета при Федеральном агентстве воздушного транспорта (Росавиация).
Приказом Министра обороны Российской Федерации от 27 апреля 2015 года назначен на должность ведущего аналитика (генерального инспектора) Управления генеральных инспекторов Министерства обороны Российской Федерации.
12 августа 2017 года, в День ВВС, пилотировал военно-транспортный самолёт «Дуглас» на авиашоу, посвящённом 105-летию ВВС России.
Писал мемуары.
Скончался 19 августа 2017 в Москве у себя дома от инфаркта.
Прощание и похороны прошли 22 августа на Федеральном военном мемориальном кладбище.

### Память
- В 2001 году именем Дейнекина названа Лукичевская средняя общеобразовательная школа Милютинского района Ростовской области.
- В честь П. С. Дейнекина в январе 2018 года назван новый стратегический бомбардировщик-ракетоносец Ту-160М, построенный на Казанском авиационном заводе[7].
- В августе 2018 года на Федеральном военном мемориальном кладбище открыт памятник генералу Петру Дейнекину[8].

## Награды
- Герой Российской Федерации (22 августа 1997) — за мужество и героизм, проявленный при освоении и эксплуатации авиационной техники, значительный вклад в укрепление обороноспособности страны и развитие Военно-воздушных сил[9];
- Орден «За военные заслуги» (1996);
- Орден «За службу Родине в Вооружённых Силах СССР» II (1980) и III (1975) степеней;
- Медаль Нестерова;
- другие государственные и ведомственные награды;
- Почётное звание Заслуженный военный лётчик СССР (1984);
- Благодарность президента РФ (2003 год);
- Премия Правительства Российской Федерации за значительный вклад в развитие Военно-воздушных сил (17 декабря 2012) — за организацию и руководство строительством и развитием Военно-воздушных сил на соответствующих командных должностях[10].

## Классные чины и воинские звания
- 25 октября 1979 — Генерал-майор авиации
- 29 октября 1987 — Генерал-лейтенант авиации
- 30 июня 1990 — Генерал-полковник
- 13 июня 1996 — Генерал армии.
- 17 сентября 1998 — Действительный государственный советник Российской Федерации 1 класса

## Мемуары
- «Крылья нашей юности» (М.: Русская панорама, 2006)
- «В глубине неба» (коллектив авторов, М., 2007)
- «Проверено небом». — М.: Фонд «Русские Витязи», 2011. — 359 с.; ISBN 978-5-903389-42-1.